# Liga Niezwykłych Dżentelmenów cz.1
Liga Niezwykłych Dżentelmenów cz. 1 (ang. The League of Extraordinary Gentlemen Volume I) – to komiks autorstwa Alana Moore’a (scenariusz) i Kevina O’Neilla (rysunki), wydany przez America’s Best Comics (oddział DC Comics) w okresie: marzec 1999 – wrzesień 2000. Jest pierwszym albumem serii.

## Fabuła
Akcja albumu rozgrywa się w 1898 roku w wiktoriańskiej Anglii. Campion Bond, pracownik brytyjskich służb specjalnych, poleca Minie Muray zebranie grupy wybitnych osobowości, które zadbają o ochronę interesów imperium brytyjskiego. W jej skład wchodzą kapitan Nemo, Allan Quatermain, Dr. Jekyll oraz Hawley Griffin (The Invisible Man). Spotkanie z profesorem Cavor ujawnia, że przeciwnikiem Ligi jest dr Fu Manchu, geniusz zbrodni londyńskiego East Endu. W jego posiadaniu znalazł się jedyny egzemplarz cavoritu (substancji anty-grawitacyjnej), który zamierza użyć go przy budowie bojowego statku powietrznego.
Liga wyrusza do kwatery doktora w Limehouse, odzyskuje cavorit i przekazuje go w ręce Campiona Bonda. Nie wiedzą jednak, że pracuje on dla profesora Moriartego, szefa brytyjskiego wywiadu i równocześnie przywódcy świata przestępczego londyńskiego West Endu. Zamierza on wykorzystać cavorit przy budowie własnego statku powietrznego i ostatecznego rozprawienia się ze swoim głównym przeciwnikiem.
Interwencja Ligi podczas wojny powietrznej nad Londynem zapobiega całkowitemu zniszczeniu miasta. W uznaniu zasług następca Moriartego, Mycroft Holmes, proponuje członkom Ligi kontynuowanie współpracy.

## Rozdziały
Lista rozdziałów:
- rozdział 1: Empire Dreams
- rozdział 2: Ghosts & Miracles
- rozdział 3: Mysteries of the East
- rozdział 4: Gods of Annihilation
- rozdział 5: "Some Deep, Organizing Power..."
- rozdział 6: The Day of Be-With-Us

## Dodatki
Cz. 1 zawiera prequel o nazwie Allan and the Sundered Veil, okładki rozdziałów oraz kilka obrazów sygnowanych podpisem Basila Hallwarda (malarza odpowiedzialnego za Portret Doriana Greya).